# Saint-Martin-de-Mâcon

Saint-Martin-de-Mâcon este o comună în departamentul Deux-Sèvres, Franța. În 2009 avea o populație de 317 de locuitori.